# Batilly (Orne)
Pour les articles homonymes, voir Batilly.
Batilly est une ancienne commune française, située dans le département de l'Orne en région Normandie, devenue le 1er janvier 2016 une commune déléguée au sein de la commune nouvelle d'Écouché-les-Vallées.
Elle est peuplée de 136 habitants.

## Géographie
| La Courbe (comm. nouv. d'Écouché-les-Vallées)                | La Courbe (comm. nouv. d'Écouché-les-Vallées)            | Montgaroult                                |
| Ménil-Jean (comm. nouv. de Putanges-le-Lac), Lougé-sur-Maire | Batilly                                                  | Serans (comm. nouv. d'Écouché-les-Vallées) |
| Lougé-sur-Maire                                              | Saint-Ouen-sur-Maire (comm. nouv. d'Écouché-les-Vallées) | Sevrai                                     |

## Toponymie
Le nom de la localité est attesté sous la forme Batilleio vers 1130. 
Sans doute du type Batilliacum attesté en 1350 pour Batilly-sur-Loire, il existe plusieurs autres Batilly. Il s'agit d'un nom de domaine gallo-romain en -acum, précédé d'un nom de personne roman non attesté *Batillius, dérivé du nom Battius d'après Albert Dauzat et Charles Rostaing ou Batilius d'après René Lepelley.
Le gentilé est Batillais.

## Histoire

### Fusions
En 1822, Batilly (197 habitants en 1821) absorbe Bernay (114 habitants, au nord-est) et Treize-Saints (128 habitants, au sud-est). Au nord du territoire, la partie de Mesnil-Glaise située sur la rive gauche de l'Orne est absorbée en 1839 (la rive droite étant englobée par Serans). Mesnil-Glaise comptait en tout 122 habitants en 1836.
Le 1er janvier 2016, Batilly intègre avec cinq autres communes la commune d'Écouché-les-Vallées créée sous le régime juridique des communes nouvelles instauré par la loi no 2010-1563 du 16 décembre 2010 de réforme des collectivités territoriales. Les communes de Batilly, La Courbe, Écouché, Loucé, Saint-Ouen-sur-Maire et Serans deviennent des communes déléguées et Écouché est le chef-lieu de la commune nouvelle.

## Politique et administration
| Période                                  | Période       | Identité        | Étiquette | Qualité                    |
| ---------------------------------------- | ------------- | --------------- | --------- | -------------------------- |
| ?                                        | mars 2001     | Claude Chaplain |           |                            |
| mars 2001                                | décembre 2015 | Gérard Viel     | SE        | Contrôleur territorial DDE |
| Les données manquantes sont à compléter. |               |                 |           |                            |

Le conseil municipal était composé de onze membres dont le maire et deux adjoints. Ces conseillers intègrent au complet le conseil municipal d'Écouché-les-Vallées le 1er janvier 2016 jusqu'en 2020 et Gérard Viel devient maire délégué.

## Démographie
En 2021, la commune comptait 136 habitants. Depuis 2004, les enquêtes de recensement dans les communes de moins de 10 000 habitants ont lieu tous les cinq ans (en 2005, 2010, 2015, etc. pour Batilly) et les chiffres de population municipale légale des autres années sont des estimations.Batilly a compté jusqu'à 416 habitants en 1841. Il faut cependant noter que les seules communes de Batilly, Bernay et Treize-Saints, fusionnées en 1822 (sans la partie de Mesnil-Glaise), totalisaient 440 habitants au premier recensement républicain, en 1793.
| 1793 | 1800 | 1806 | 1821 | 1836 | 1841 | 1846 | 1851 | 1856 |
| ---- | ---- | ---- | ---- | ---- | ---- | ---- | ---- | ---- |
| 202  | 197  | 140  | 197  | 381  | 416  | 410  | 399  | 376  |

| 1861 | 1866 | 1872 | 1876 | 1881 | 1886 | 1891 | 1896 | 1901 |
| ---- | ---- | ---- | ---- | ---- | ---- | ---- | ---- | ---- |
| 370  | 368  | 387  | 365  | 337  | 314  | 305  | 285  | 280  |

| 1906 | 1911 | 1921 | 1926 | 1931 | 1936 | 1946 | 1954 | 1962 |
| ---- | ---- | ---- | ---- | ---- | ---- | ---- | ---- | ---- |
| 244  | 267  | 215  | 178  | 191  | 167  | 182  | 184  | 178  |

| 1968 | 1975 | 1982 | 1990 | 1999 | 2005 | 2010 | 2015 | 2019 |
| ---- | ---- | ---- | ---- | ---- | ---- | ---- | ---- | ---- |
| 162  | 141  | 120  | 131  | 150  | 162  | 167  | 149  | 135  |

## Lieux et monuments

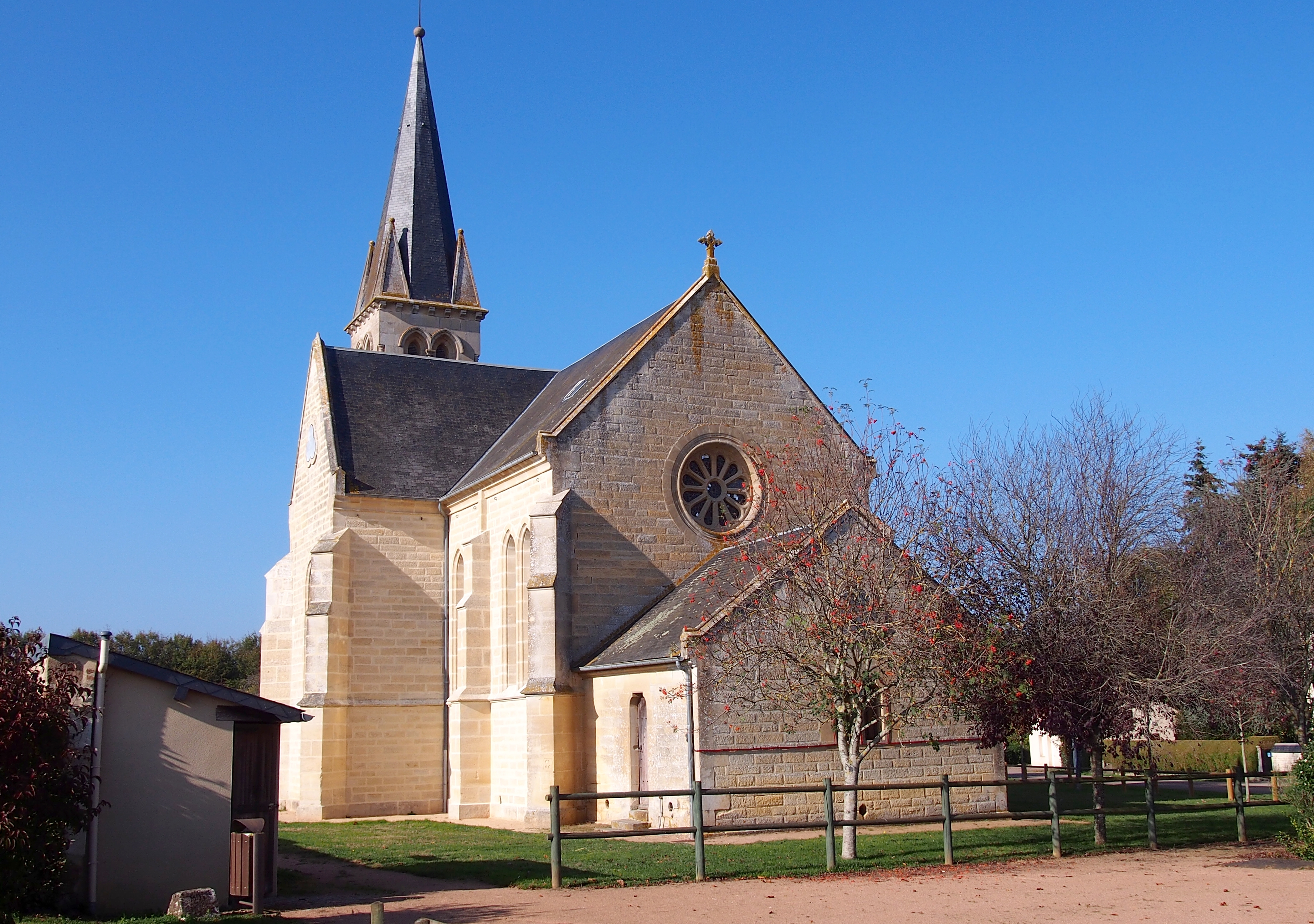
L'église Saint-Martin.

- La chapelle Saint-Roch et l'église du XVIIIe à Mesnil-Glaise.
- L'église Saint-Martin du XIXe.
- Chapelle à Treize-Saints.
- Bois du Chêne à l'Homme.
- Le château de Ménil-Glaise.